# Martine Clémenceau
Martine Clémenceau (* 18. März 1949) ist eine französische Pop- und Chansonsängerin und Komponistin.

## Leben und Wirken
Ihre Karriere startete 1971 mit dem Sieg beim World Popular Song Festival in Tokio mit dem Schlager Un Jour L’Amour. Sie wurde ausgewählt, für Frankreich beim Concours Eurovision de la Chanson 1973 in Luxemburg anzutreten. Mit dem Chanson Sans Toi erreichte sie Platz 15.
Ihr größter Erfolg war die Popsingle Solitaire von 1981, die als englische Version, gesungen von Laura Branigan 1983, ein internationaler Hit wurde. Die deutsche Fassung, Immer mehr, samt einer gleichnamigen LP mit acht Kompositionen Clémenceaus sang 1982 die italienische Sängerin Milva.
In den 1990er Jahren war Clémenceau als Komponistin, besonders für den Sänger Herbert Léonard, tätig.

## Diskografie
Alben
- 1972: Un Jour l’Amour
- 1979: Martine Clemenceau
- 1981: Clémentine
- 1983: Martine Clémenceau